# Черняев, Евгений Сергеевич
Евгений Сергеевич Черняев (род. 1955) — советский и российский инженер, командир глубоководного подводного аппарата «Мир-2» лаборатории научной эксплуатации глубоководных обитаемых аппаратов Института океанологии имени П. И. Ширшова Российской академии наук (Калининград). Герой Российской Федерации (2008).
Летом 2007 года во время российской Высокоширотной арктической глубоководной экспедиции «Арктика-2007» совершал погружения на дно Северного полюса для поиска научных подтверждений о происхождении шельфа Северного Ледовитого океана для закрепления прав России на добычу полезных ископаемых на этом шельфе.

## Биография
Родился 28 марта 1955 года в Москве в семье флотского офицера. Русский. Окончив 8 классов средней школы, поступил в Московский радиомеханический техникум. Затем учился в Московском институте инженеров геодезии, аэрофотосъёмки и картографии.
После окончания института работал инженером-радиомонтажником в опытно-конструкторское бюро океанологической техники Института океанологии (ОКБ ОТ). В ОКБ ОТ строили аппараты для океанологических исследований и спасательных работ «АРГУС», «ОСМОТР», позднее из Канады пришли разоборудованные «Пайсисы». В 1975 году прикомандирован в Институт океанологии имени П. И. Ширшова в (Калининград) для работы над созданием научно-исследовательских подводных обитаемых аппаратов для океанологических исследований и спасательных работ «Пайсис». В следующем году переведён в этот институт, где и работает до настоящего времени.
В 1976—1985 годах в качестве бортинженера, а затем командира глубоководного обитаемого аппарата участвовал в 16-ти экспедициях по глубоководным исследованиям. В частности, впервые в СССР с помощью аппаратов «Пайсис VII» и «Пайсис IX» в 1977—1979 годах проводились исследования наиболее глубоких мест (до 1420 м) озера Байкал, а также ряда рифовых зон в различных районах Мирового океана. За исследования Байкала награждён орденом Трудового Красного Знамени (1989).
В 1985—1987 годах принимал участие в создании и испытаниях глубоководных обитаемых аппаратов «Мир-1» и «Мир-2». В 1987—2009 годах участвовал в 37-ми экспедициях с использованием этих аппаратов, в том числе, совершил 9 походов к месту гибели К-278 «Комсомолец» в Норвежском море со спусками к затонувшему кораблю. Проводил контрольное изучение экологической обстановки на месте гибели атомной подводной лодки, выполнял работы по консервации частей её корпуса. За работы на атомной подводной лодке К-278 «Комсомолец» награждён орденом Мужества (1994).
В 2002 году исследовал погибшую в Баренцевом море К-141 «Курск». Выполнил свыше 10 часов видеосъёмок и поднял на поверхность 30 фрагментов атомной подводной лодки, что существенно помогло при её подъёме.
Летом 2007 года участвовал в российской Высокоширотной арктической глубоководной экспедиции «Арктика-2007» на Северный полюс с целью поиска научных подтверждений происхождения шельфа Северного Ледовитого океана для закрепления прав России на добычу полезных ископаемых на этом шельфе. В рамках экспедиции было более детально изучено строения дна в приполюсном районе Северного Ледовитого океана, а также проведён ряд научных исследований.
2 августа 2007 года экипаж глубоководного аппарата «Мир-2» в составе пилота Е. С. Черняева, австралийца Майкла Макдауэла и председателя правления Международного центра «Ферринг» Фредерика Паулсена совершил спуск на дно Северного Ледовитого океана на глубину в 4261 метр. В географической точке Северного полюса с координатами 0 градусов 0,097 минут N; 0 градусов 0,018 минут E был установлен флаг России и капсула с посланием к потомкам.
Также провёл погружение в аппарате «Мир-1» под управлением А. М. Сагалевича. 7 августа 2007 года экспедиция была успешно завершена.
Указом Президента Российской Федерации от 9 января 2008 года № 4 «за мужество и героизм, проявленные в экстремальных условиях, и успешное проведение Высокоширотной арктической глубоководной экспедиции» Черняеву Евгению Сергеевичу присвоено звание Героя Российской Федерации с вручением знака особого отличия — медали «Золотая Звезда». Этим же указом высокого звания были удостоены А. Н. Чилингаров и А. М. Сагалевич.
Мы увидели высачивание нефти – тёмные, мазутные бугры (размером до 1,5х2 м), похожие на обнажение скальных пород. Когда мы начинали отбирать от них образцы, они ломались подобно засохшему пластилину, и их большие куски быстро уплывали вверх вместе с сидящими на них животными – планариями, которые с удивлением смотрели на нас. А мы в свою очередь тоже удивлялись – никогда прежде мы не сталкивались с плавающими образцами. Когда потом на палубе мы пытались отлепить этих животных с добытых образцов, становилось понятно, что они просто к ним прилипли.
Летом 2008 и 2009 годов в качестве пилота «Мира» участвовал в исследованиях дна озера Байкал, где были получены ценные научные результаты. На этом озере аппараты «Мир» провели свои первые глубоководные погружения в пресной воде. За 2008 год было осуществлено 53 погружения в средней и южной котловинах озера, в которых приняли участие 72 гидронавта. Были исследованы природа появления на поверхности озера нефтяных пятен, а также животный мир Байкала. Открыто четыре уровня древних «пляжей», означающие, что Байкал заполнялся постепенно На глубине 800 метров были найдены три ящика с патронами времён гражданской войны, часть из которых была поднята. Кроме того, 1 августа 2009 года на глубоководном аппарате «Мир» совершил погружение на дно Байкала премьер-министр России Владимир Путин. Не обошлось и без потерь — 30 июля 2008 года аппарат «Мир-2» столкнулся с плавучей платформой и получил повреждения левого гребного винта.
Живёт в деревне Вырубово Булатниковского сельского поселения Ленинского района Московской области, продолжает работу в Институте океанографии. По состоянию на 2008 год, совершил свыше 420 погружений на глубоководных обитаемых аппаратах, провёл под водой 3890 часов. Один из самых опытных глубоководников мира. Он работал в двадцати гидротермальных районах Атлантического, Тихого и Индийского океанов. Во время этих экспедиций был сделан ряд важных научных открытий мирового значения, снято более десяти полнометражных художественных и документальных фильмов. Автор более 10-ти публикаций в российских и зарубежных научных журналах.
Кроме того, Е. С. Черняев участвовал во многих коммерческих подводных экспедициях. Например, в 1997 году совместно с канадским режиссёром Джеймсом Камероном работал на месте гибели «Титаника» и снялся в его фильмах «Призраки бездны: Титаник» (2003) и «Чужие из бездны» (2005) в роли самого себя. Спускался к месту гибели германского линкора «Бисмарк» и других затонувших кораблей и подводных лодок времён Второй мировой войны. Летом 2011 года участвовал в международном научно-исследовательском проекте «ELEMO» по изучению Женевского озера, выполнив около сотни погружений на глубину до 300 метров.
- Премьер-министр Владимир Путин (в центре) вместе с акванавтами после погружения на дно озера Байкал (2009)
- «Мир-1» Анатолия Сагалевича (слева) и «Мир-2» Евгения Черняева (справа) в порту Лозанны (Швейцария) на Женевском озере (2011)
- «Мир» готов к погружению

### Конфликт с милицией в феврале 2004 года
4 февраля 2004 года Евгений Черняев был избит сотрудниками калининградской милиции. Из-за разрыва барабанной перепонки был большой риск, что карьеру глубоководника придётся прекратить навсегда. Внутренняя проверка, назначенная в Северо-Западном УВД на транспорте на основании заявления Евгения Черняева, проводилась в течение месяца и результатов не принесла. По версии милиции, задержать пьяного гражданина они были вынуждены якобы по просьбе кладовщицы порта, к которой он приставал. Евгений Черняев, по их словам, вёл себя агрессивно, обещал всех уволить, угрожая большими связями, демонстративно бился головой об стену. При этом никаких противоправных действий по отношению к задержанному Евгению Черняеву со стороны представителей правоохранительных органов применено не было.

## Семья
Отец — подполковник инженерных войск, прошёл всю Великую Отечественную войну, уволен в запас из-за доноса. Мать — преподаватель математики в МАИ, в годы Великой Отечественной войны — будучи аспиранткой пединститута, ушла добровольцем на фронт. Выучилась на шофёра, всю войну служила в отряде прожектористов ПВО под Москвой.
Женат (вдовец), пятеро детей: Сергей, Любовь, Настя, Аня и Алёна. Жена Татьяна — сотрудник лаборатории, имеет два высших образования — географическое и режиссёрское (ВГИК), вместе с мужем подготовили несколько фильмов о погружениях.

## Награды и звания
Российские государственные награды и звания:
- Герой Российской Федерации (9 января 2008 года) — за мужество и героизм, проявленные в экстремальных условиях, и успешное проведение Высокоширотной арктической глубоководной экспедиции[16]
- Орден Мужества (26 декабря 1994 года) — за успешное выполнение подводно-технических работ на затонувшей в Норвежском море атомной подводной лодке «Комсомолец» и проявленные при этом мужество и отвагу[17]
- медали, в том числе
  - медаль «300 лет Российскому флоту» (1996)
  - медаль «В память 850-летия Москвы» (1997)

Прочие награды:
- медаль ЦКБ «Рубин» «За подъём АПЛ „Курск“» (2002)
- Почётная грамота за большой вклад в развитие научных исследований в области океанологии, создание и эксплуатацию уникальных подводных аппаратов (2007)

Государственные награды СССР:
- орден Трудового Красного Знамени (1989, за участие в создании ГОА «МИР-1» и «МИР-2» и исследования Байкала)

Имеет международные и иностранные почётные звания и награды.

## Оценки и мнения
Е. С. Черняев:

В советское время научные сотрудники могли сами выбирать интересный район для исследований. Поэтому зачастую экспедиции проводились в разгар московской зимы в экзотических местах, недалеко от Гавайских островов, Папуа-Новой Гвинеи, островов Тонга, Азоров, с заходами в Сингапур и т. д. Сейчас, конечно, экспедиции организуют только летом. Да и районы работ звучат не так заманчиво. Причина в том, что в советское время на научные экспедиции выделялись большие деньги. Сейчас исследовательские работы проводятся в основном параллельно с контрактными, которые оплачивают конкретные заказчики, а не государство.

Директор Института океанологии им. П. П. Ширшова академик РАН Роберт Нигматулин:

С «Мирами» ситуация такая. У нас нет своих — академических — ресурсов на океанские экспедиции, поэтому мы вынуждены принимать приглашения со стороны. Три года были на Байкале. И не надо думать, что это неинтересно. Там удалось обнаружить источники истечения нефти, газогидраты. А почему отправились на Женевское озеро? Потому что если «Миры» не будут иметь работы, то Герой России Черняев будет 13 тысяч рублей получать. Вот и всё. А тут со швейцарской стороны к нам поступило предложение, и мы его с благодарностью приняли.

## В кино
Фильмы и телепередачи о Евгении Черняеве:
- «Полярные исследования. Неизведанные глубины Евгения Черняева», 2014
- «„Пайсисы“: первые на глубине», 2021
- «„Миры“: глубже не бывает», 2021